# Madai (Adelsgeschlecht)

Wappen derer von Madai

Madai ist der Name eines deutschen, ursprünglich aus Niederungarn stammenden Adelsgeschlechts.

## Geschichte
David Samuel Madai, der Sohn des Stadtphysicus Daniel Máday aus einer alten ungarischen Adelsfamilie in Schemnitz, dem heutigen slowakischen Banská Štiavnica, studierte ab 1729 an der Universität in Halle Medizin, wo er 1732 promovierte. Er wurde fürstlich Anhalt-Cöthen’scher Hofrath und Leibarzt sowie Chefarzt und Leiter des Laboratoriums am Waisenhaus der Franckeschen Stiftungen in Halle.
Durch kaiserliches Diplom vom 14. Januar 1766 erhielt er die Anerkennung seines Adels und wurde in den Reichsadelstand erhoben. Die Kurfürstlich Sächsische Anerkennung erfolgte durch Reskript vom 13. September 1766.
Die Leitung des von ihm aufgebauten Labors und der Medicamenten-Expedition vererbte sich von ihm über mehrere Generationen in der Familie über seinen Sohn Carl August von Madai und seinen Enkel Carl von Madai († 1851). Aus dessen Ehe mit Marianne (1783–1862), einer Tochter des Generals von Schubaert und geschiedenen Frau von Friedrich de la Motte Fouqué, stammten die Söhne Guido von Madai und Max von Madai, Rittmeister im preußischen Kürassier-Regiment „von Seydlitz“ (Magdeburgisches) Nr. 7. Von den Brüdern des Carl von Madai starb einer, verheiratet mit einer geb. von Uckermann, als preußischer Regierungsrat in Merseburg und ein anderer, August von Madai, 1828 als Steuerrat in Potsdam. Aus dessen Ehe mit Henriette Charlotte, geb. von Schlegel entstammte der Jurist Karl Otto von Madai.

### Besitzungen
- Schloss Benkendorf im Teutschenthaler Ortsteil Holleben (Ortslage Benkendorf); 1769 erbaut
- Delitz am Berge
- Zscherben

## Wappen

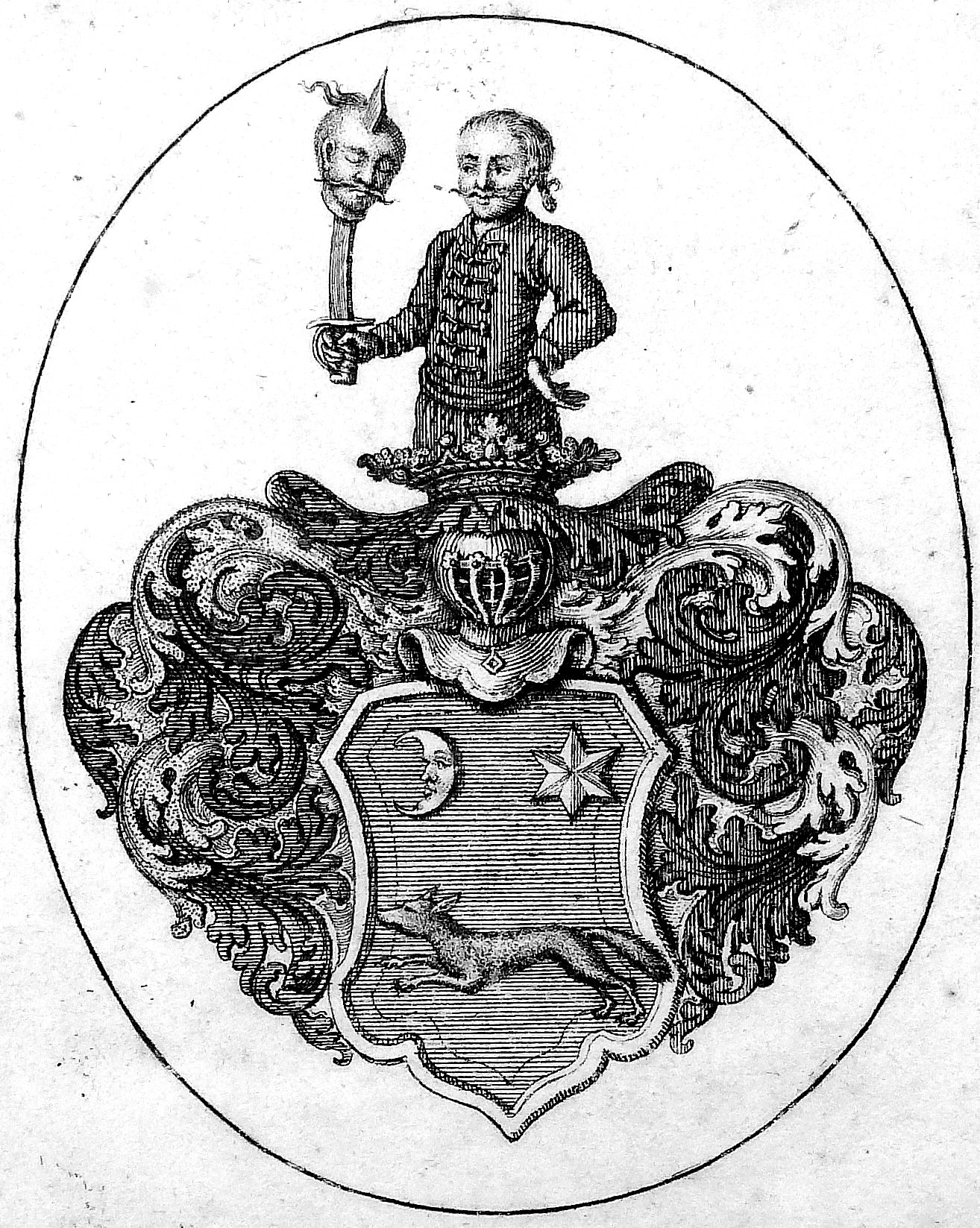
Wappen-Exlibris von David Samuel Madai

Das Wappen von 1766 spiegelt die Türkenkriege und zeigt in Blau einen nach heraldisch rechts laufenden natürlichen Fuchs, oben begleitet rechts von einem zunehmenden goldenen Halbmond, links von einem goldenen Stern. Auf dem gekrönten Helm mit rechts blau-goldenen und links rot-silbernen Decken ein wachsender bärtiger Ungar in gold verschnürtem roten Rock, in der Rechten einen gold begrifften silbernen Säbel mit aufgespießtem Türkenkopf haltend, die Linke in die Seite gestützt.

## Vertreter (chronologisch)
- David Samuel von Madai (1709–1780), Arzt und Numismatiker
- Carl August von Madai (1739–1816), Arzt
- Guido von Madai (1810–1892), preußischer Beamter
- Karl Otto von Madai (1809–1850), Rechtsgelehrter und Hochschullehrer
- Karl von Madai (1844–1934), Offizier, zuletzt Generalleutnant